# Khak-e 'Ali
Khāk-e 'Alī (farsi خاکعلی) è una città dello shahrestān di Abyek, circoscrizione di Basharyat, nella provincia di Qazvin in Iran. Aveva, nel 2006, una popolazione di 3.146 abitanti. 